# كيم سونغ جون
كيم سونغ جون (هانغل: 김성준) مواليد 3 يونيو 1953 في بوسان - الوفاة 3 فبراير 1989 في سول، كان ملاكم محترف كوري جنوبي صنّف ضمن فئة وزن الذبابة. حقق بطولة المجلس العالمي للملاكمة.

## إحصائيات
خاض خلال مسيرته 48 نزالا، فاز في 28 وتعادل في 6 وخسر في 14. فاز بالضربة القاضية في 13 نزالا.

## روابط خارجية
- كيم سونغ جون على موقع بوكس ريك (الإنجليزية) (registration required)